# Satyrichthys lingi
Satyrichthys lingi és una espècie de peix pertanyent a la família dels peristèdids.

## Descripció
- Fa 50 cm de llargària màxima.[6][7]

## Hàbitat
És un peix marí, demersal i de clima subtropical (29°S-34°S) que viu a la plataforma continental i el talús continental.

## Distribució geogràfica
És un endemisme del sud d'Austràlia.

## Costums
És bentònic.

## Observacions
És inofensiu per als humans.